# Pran Krishan Sikand
Pran Krishan Sikand, hindi: प्राण Prāṇ (ur. 12 lutego 1920 w Delhi, zm. 12 lipca 2013 w Mumbaju) – aktor bollywoodzki. Bardziej znany pod pseudonimem Pran.

## Życiorys

Pran (1954)

Syn Kewala Krishana Sikanda, inżyniera rządowej firmy budowlanej i Rameshwari. Miał trzech braci i trzy siostry. 18 kwietnia 1945 ożenił się z Shuklą Ahluwalią, z którą miał dwóch synów i córkę.
Pran zagrał w ponad 350 filmach – między innymi w Khan Daan (1942), Pilpili Saheb (1954), Halaku (1956), Madhumati (1958), Jis Desh Mein Ganga Behti Hai (1960), Upkar (1967), Shaheed (1965), Purab Aur Paschim (1970), Ram Aur Shyam (1967), Aansoo Ban Gaye Phool (1969), Johny Mera Naam (1970), Victoria No. 203 (1972), Be-Imaan (1972), Zanjeer (1973), Don (1978), Amar Akbar Anthony (1977) i Duniya (1984).
Otrzymał także wiele nagród i wyróżnień w swojej karierze. Zdobył nagrodę „Filmfare” dla najlepszego aktora drugoplanowego w 1967, 1969 i 1972. W 1997 otrzymał nagrodę za całokształt twórczości – „Filmfare”. W 2000 został nagrodzony nagrodą „Villain of the Millennium” na Stardust Awards. Rząd Indii uhonorował go orderem „Padma Bhushan” w 2001 za wkład w sztukę. W 2013 został uhonorowany nagrodą – „Dadasaheb Phalke”, najważniejszą nagrodą dla artystów filmowych, przyznawaną przez rząd Indii.
W 2010 znalazł się na liście 25 najlepszych aktorów azjatyckich CNN.
Zmarł 12 lipca 2013 w wyniku długiej choroby, w szpitalu i centrum badawczym „Lilavati”, w Mumbaju.